# 現代教養文庫
現代教養文庫（げんだいきょうようぶんこ）は、社会思想社の文庫である。第2次文庫本ブームの1951年に創刊された。2002年6月の社会思想社廃業により廃刊。翻訳物を含む人文科学系の書籍やミステリーの他に、1980年代のゲームブックブームの火付け役とされるファイティング・ファンタジーシリーズなどでも知られる。
2012年～2013年、電子書籍出版社インタープレイにより、「現代教養文庫ライブラリ」として多数が電子書籍で再刊された。

## 分類
出版分野（背表紙マーク）は、以下の通り分類される。
- 黄A - 人文科学
- 鼠B - 社会科学
- 青C - 自然科学
- 白D - 文学・芸術・読物
- 赤E - 趣味・生活文化
- 緑F - ミステリ・ボックス

また教養カラー文庫も出版された。

## 作品

### 人文科学
- ルース・ベネディクト「菊と刀」
- アーノルド・J・トインビー「歴史の研究」
- バートランド・ラッセル「哲学入門」
- トール・ヘイエルダール「アク・アク（全2巻）」「ファッツ・ヒバ（全2巻）」
- 巻正平「恋愛の方法」
- 江上波夫他「世界の歴史（全12巻）」
- 大森志郎他「日本を知る小事典（全6巻）」

など

### 自然科学
- A.サトクリフ「エピソード科学史（全4巻）」
- アルカジイ・レオクム「ポケットサイエンス（全5巻）」
- シュテーリヒ「西洋科学史（全5巻）」
- マーティン・ガードナー「おもしろい数学パズル（全2巻）」
- 草下英明「星座の楽しみ」「星座手帖」「星の百科」

など

### 文学・芸術・読物

#### 異色作家傑作選
- 夢野久作
  1. 死後の恋
  2. 氷の涯
  3. 悪魔祈禱書
  4. ドグラ・マグラ
  5. 爆弾太平記
- 小栗虫太郎
  1. 黒死館殺人事件
  2. 白蟻
  3. 青い鷺
  4. 潜航艇「鷹の城」
  5. 紅毛傾城
- 久生十蘭
  1. 魔都
  2. 黄金遁走曲
  3. 地底獣国
  4. 昆虫図
  5. 無月物語
- 山田風太郎
  1. 首
  2. 夜よりほかに聴くものなし
  3. 棺の中の悦楽
  4. 誰にも出来る殺人
- 橘外男
  1. 死の蔭（チヤブロ・マチユロ）探検記
  2. ナリン殿下への回想
  3. ベイラの獅子像
- 香山滋
  1. ソロモンの桃
  2. オラン・ペンデクの復讐
  3. 妖蝶記
- 日影丈吉
  1. かむなぎうた
  2. 猫の泉
  3. 内部の真実
  4. ハイカラ右京探偵暦

#### アドベンチャー&ファンタジー
1988年1月創刊の翻訳ファンタジーを中心としたレーベル。
- D.アースコット&D.J.マール「凍結都市」
- ディビット・ビショップ「ゲーミング　マギ（全3巻）」
- ポール・フィッシャー「魔剣伝説（全3巻）」
- 神月摩由璃「幾千の夜を超えて」
- タニス・リー「ドラゴン探索号の冒険」
- マーセデス・ラッキー「女王の矢（全2巻）」

など

#### ミステリ・ボックス
1990年10月創刊の翻訳ミステリ専門レーベル。キャッチコピーは「人間の数だけ、ミステリが生まれる！」
- エリス・ピーターズ「 修道士カドフェルシリーズ（全20巻）」
- A.J.オード「ジェイスン・リンクスシリーズ（全3巻）」
- ジョン・ハーヴェイ「チャーリー・レズニックシリーズ（全4巻）」

など

#### その他
- 目加田誠他「中国詩選（全4巻）」
- 魚返善雄 「漢文入門」
- 「江戸の戯作絵本」（黄表紙集成、全6冊）
- 猪俣勝人「日本映画名作全史（全3巻）」「世界映画名作全史（全3巻）」
- 江崎俊平 「日本武将列伝」「日本剣豪列伝」「物語柳生宗矩」
- 牧逸馬（牧逸馬文庫）「浴槽の花嫁 世界怪奇実話Ⅰ」「血の三角形 世界怪奇実話Ⅱ」「街を陰る死翼 世界怪奇実話Ⅲ」「親分お眠り 世界怪奇実話Ⅳ」「第七の天 ミステリーⅠ」「白仙境 ミステリーⅡ」
- 谷譲次（谷譲次文庫）「めりけんじゃっぷ商売往来」「テキサス無宿」「踊る地平線」「もだん・でかめろん」「新・巌窟王（上下）」
- アレックス・ヘイリー「ルーツ（全3巻）」

など

### 趣味・生活文化
- 井上宗和「日本の城」「ヨーロッパの城」
- 片方善治「洋酒入門」「ワイン入門」「カクテル入門」

など

### ゲーム
1984年に発売された火吹山の魔法使いを始めとするファイティング・ファンタジーシリーズなどのゲームブックの他に、トンネルズ&トロールズなどのテーブルトークRPGが発行されている。

#### 主なシリーズ作品
以下のゲームブック・RPGが発売されている。詳細は各記事を参照
- ファイティング・ファンタジー
- トンネルズ&トロールズ及びハイパートンネルズ&トロールズ
- ウォーハンマーRPG
- 混沌の渦
- J.H.ブレナン「モンスター・ホラーショウ」

#### ギリシャ神話アドベンチャーゲーム
1986年発売・全3巻　P・パーカー他著
1. アルテウスの復讐
2. ミノス王の宮廷
3. 冒険者の帰還

#### その他のゲームブック
- M・アラビー作/河合良 近藤和子訳「ゲームブック　君ならどうする・食糧問題」
- 山本弘「モンスターの逆襲」「四人のキング」
- 思緒雄二「送り雛は瑠璃色の」
- 宮原弥寿子「フォボス内乱」

### 教養カラー文庫
- 田中光常「ガラパゴス」「日本野生動物誌」「オーストラリア」「アフリカ」「野性の家族」「可愛い仔猫」「インド」
- 吉野信「動物の顔」「ネコ」
- 栗林慧「昆虫記（全2巻）」